# Parasyntormon flavicoxa
Parasyntormon flavicoxa är en tvåvingeart som beskrevs av Van Duzee 1922. Parasyntormon flavicoxa ingår i släktet Parasyntormon och familjen styltflugor.
Artens utbredningsområde är Kalifornien. Inga underarter finns listade i Catalogue of Life.